# 羅馬鎮區 (愛荷華州瓊斯縣)
羅馬鎮區（英語：Rome Township）是位於美國愛荷華州瓊斯縣的一個行政鎮區。

## 地方資料
根據2010年美國人口普查的數據，羅馬鎮區的面積為93.27平方千米，當中陸地面積為92.30平方千米，而水域面積為0.97平方千米。當地共有人口1216人，而人口密度為每平方千米13.04人。